# Station Brzozowica
Station Brzozowica is een spoorwegstation in de Poolse plaats Brzozowica Duża.